# Rezerwat przyrody Brzeźniczka
Rezerwat przyrody Brzeźniczka – rezerwat przyrody leśny, częściowy o powierzchni 123,89 ha, utworzony w 1980 r. Leży nad Zagożdżonką, przy ujściu rzeki Brzeźniczki, 4 km na północny wschód od miasta Pionki na terenie Puszczy Kozienickiej.
Początkowo powierzchnia rezerwatu wynosiła 45,78 ha, jednak w latach późniejszych obszar rezerwatu kilkakrotnie zwiększano, m.in. o fragment lasu w rejonie potoku Studzionek (wpadającego do Zagożdżonki naprzeciw ujścia Brzeźniczki) oraz o dolinę Brzeźniczki. Wokół rezerwatu wyznaczono otulinę o łącznej powierzchni 4,4723 ha. Rezerwat jest objęty ochroną czynną.

## Walory przyrodnicze
Rezerwat został utworzony dla zachowania pięknych drzewostanów dębowo-sosnowych. Są to drzewostany naturalnego pochodzenia, charakterystyczne dla dolin rzecznych puszczy. Potężne okazy dębów, olch i jesionów rosną tu w towarzystwie innych gatunków drzew: jodły, sosny, lipy drobnolistnej, grabu i limaku. W północnej części rezerwatu znajdują się drzewostany z udziałem modrzewia polskiego, posadzonego tu w połowie XIX wieku, rodem z Chełmowej Góry w Górach Świętokrzyskich. Obecnie w Puszczy Kozienickiej jest to jedyne stanowisko modrzewia w tym wieku (około 140 lat). Niegdyś modrzew był naturalnym elementem drzewostanów puszczy, lecz później w wyniku nierozsądnej gospodarki został (podobnie jak cis) prawie doszczętnie wycięty. W runie leśnym występuje na terenie rezerwatu bogactwo roślin zielnych, m.in. kilka gatunków chronionych storczyków, czosnek niedźwiedzi, wawrzynek wilczełyko, zdrojówka rutewkowata, kokorycz pełna, buławnik czerwony i inne. W malowniczych zakolach Zagożdżonki gnieżdżą się m.in. myszołowy i brodźce samotne. Zbocza doliny pokrywają bagniste źródliska.

## Turystyka
Przez teren rezerwatu prowadzi:
- – szlak rowerowy czarny: Pionki – rezerwat przyrody Brzeźniczka – rezerwat przyrody Źródło Królewskie o długości 7,5 km.